# آرویو (ویرجینیای غربی)
آرویو (به انگلیسی: Arroyo) یک منطقهٔ مسکونی در ایالات متحده آمریکا است که در شهرستان هنکاک، ویرجینیای غربی واقع شده‌است. آرویو ۲۰۹٫۱ متر بالاتر از سطح دریا واقع شده‌است.